# Aisai
Aisai (japanska: 愛西市?, Aisai-shi) är en japansk stad i prefekturen Aichi på den centrala delen av ön Honshu. Staden bildades 1 april 2005 genom en sammanslagning av kommunerna Hachikai, Saori, Saya och Tatsuta. Aisai är belägen vid Kisofloden strax väster om Nagoya, och ingår i denna stads storstadsområde.

## Externa länkar

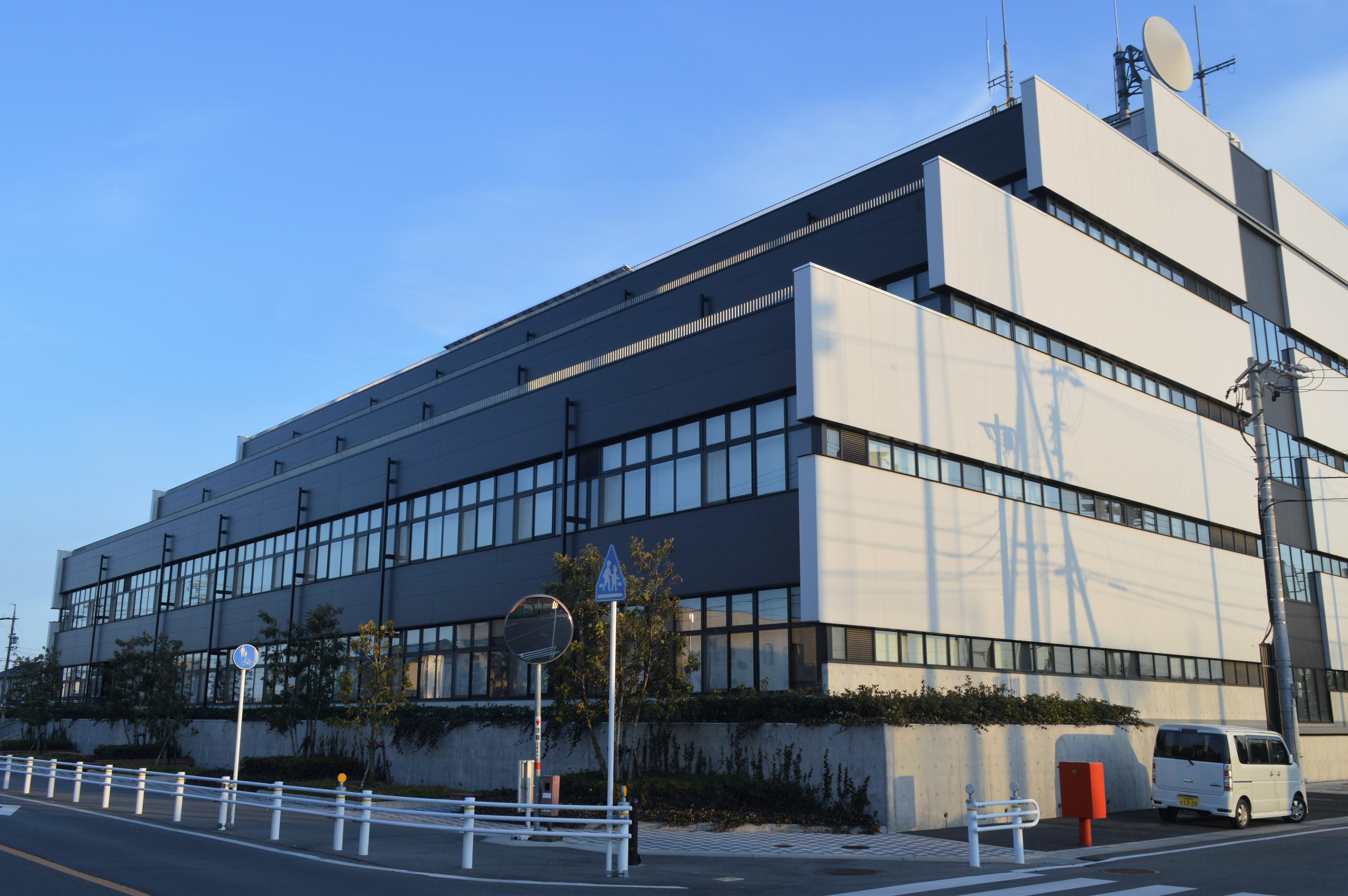
Stadshuset i Aisai